# Graydon Creed
Graydon Creed es un personaje ficticio que aparece en los cómics estadounidenses publicados por Marvel Comics. El personaje fue creado por el escritor Scott Lobdell y el artista Brandon Peterson y apareció por primera vez en Uncanny X-Men # 299 (abril de 1993). Es el hijo "humano básico" de Dientes de Sable y Mystique.

## Biografía del personaje ficticio
Haciéndose pasar por la espía alemana Leni Zauber, Mystique sedujo al supervillano independiente Victor Creed (Dientes de Sable) mientras estaba en Alemania en una misión. Mystique más tarde dio a luz a un niño humano normal, Graydon, a quien ella dio en adopción, aunque lo vigilaba. Cuando Graydon se enteró de que era hijo de dos mutantes que lo habían abandonado como un inconveniente, se sintió resentido con todos los mutantes, y ese resentimiento coloreó su perspectiva por el resto de su vida.
En su edad adulta, Graydon formó un grupo llamado Amigos de la Humanidad, dedicado a oponerse a los derechos civiles mutantes cometiendo actos de terrorismo contra mutantes pacíficos y simpatizantes mutantes, y utilizando los actos de mutantes violentos como Magneto para reunir apoyo para su causa.

### Upstarts
Creed también se unió a los Upstarts, un grupo de individuos ricos y poderosos que habían sido reunidos por Selene y el enigmático telemático Gamesmaster con el único propósito de matar mutantes por puntos en un juego retorcido. Después de enterarse de las identidades de sus padres, Creed buscó matarlos como parte del juego Upstarts. Disfrazado como el Tribune blindado, Creed contrató asesinos para matar a su madre e hizo implantar a su padre con una bomba. Su padre logró quitar el dispositivo y se enfrentó a su hijo, quien apuñaló cruelmente al ayudante de Sabretooth, Birdy, un telépata mutante que Sabretooth empleó para controlar sus rabia homicidas.
Durante el autoproclamado "Younghunt" de los Upstarts, Creed fue chantajeado para revelar la ubicación de los prisioneros de los Upstarts por los Nuevos Guerreros, quienes amenazaron con exponer a Creed como un colaborador mutante e hijo de mutantes.

### Muerte
Más tarde, utilizando los recursos que había obtenido a través de los Amigos de la Humanidad y con el apoyo de la fuerza de trabajo antimutante patrocinada por el gobierno Operación: Tolerancia Cero, Creed se nominó a sí mismo como candidato presidencial y se postuló en una plataforma antimutante. Aprovechando el miedo casi histérico a los mutantes en el público en general, la popularidad de Creed aumentó, lo que llevó al periódico Daily Bugle a lanzar una investigación sobre las actividades de Creed. Cuando un reportero del Bugle obtuvo información sobre la paternidad de Creed, el líder de Zero Tolerance, Bastión, mató al periodista para evitar que se filtraran las noticias. Aunque detuvieron al reportero, Creed no logró darse cuenta de que los X-Men también se habían infiltrado en su campaña presidencial, plantando a Bobby Drake (bajo el alias de "Drake Roberts") y Sam Guthrie (bajo el alias de "Samson Guthry") como asistentes de Creed.
En la víspera de las elecciones, Creed fue asesinado durante un discurso de campaña cuando un haz de plasma lo desintegró por completo. Varios años después, la miniserie X-Men Forever reveló que una versión futura de Mystique había disparado, y había jurado matar a Graydon por su parte en el brutal ataque de los Amigos de la Humanidad contra Trevor Chase, el nieto de su amante Destiny.

### Purificadores
Las páginas de X-Force muestran a un grupo de Purifiers desenterrando el cadáver de Graydon Creed, luego su cuerpo es llevado de vuelta a su base. Bastion lo vuelve a animar usando el Virus Tecno-orgánico tomado de una "descendencia" de Magus. Creed luego se hizo público con su regreso, alegando que su muerte fue falsificada todo el tiempo para permitirle pasar a la clandestinidad y evitar la persecución de los mutantes.
Durante la historia de Second Coming, junto con Steven Lang, es asesinado por Hope Summers.

### Hunt for Wolverine
Durante la historia de "Hunt for Wolverine", Sabretooth, Lady Deathstrike y Daken se abren paso entre los zombis y los soldados de Soteira Killteam Nine para llegar a la estación de energía donde se encuentra la caja verde brillante sospechosa de causar el brote de zombis. Sabretooth descubre que uno de los soldados es una versión zombi de su hijo Graydon. Después de que Lady Deathstrike y Daken son apuñalados por una versión zombi de Señor Oscuro Viento, Sabretooth pelea con su hijo zombificado que dice que quedan 10 minutos antes de que Maybelle sea quemada. Mientras Sabretooth continúa su lucha con Graydon, intenta obtener respuestas sobre cómo Graydon regresó de entre los muertos. No recibe una respuesta. Después de matar al zombi Señor Oscuro Viento, Lady Deathstrike apuñala al zombi Graydon en el cuello.

## Otras versiones

### Era de Apocalipsis
Graydon Creed se conoce con el nombre de "Horror Show" en la realidad de Era de Apocalipsis. Es parte del equipo X-Terminated con un puñado de otros humanos. Lleva una armadura y parece tener un lanzallamas y otras armas de fuego. Menciona que su padre, Sabretooth, aparentemente era un padre brutal y abusivo. Durante el cruce de X-Termination, el viaje de AoA Nightcrawler a casa resultó en la liberación de tres seres malvados que destruyen a cualquiera que toquen. Se produjeron varias bajas, incluidos Sabretooth, Horror Show y Fiend de AoA, así como Xavier y Hércules de X-Treme X-Men's.

### Era de X
En la realidad de Era de X, Graydon Creed había liderado una fuerza de ataque que puso a la raza mutante al borde de la extinción.

### House of M
Después de la toma de posesión de Genosha por parte de Magneto, Graydon Creed saltó a la fama como activista antimutante, y se hizo amigo del vicepresidente Bolivar Trask. Su prominencia fue de corta duración ya que Magneto (quien comparó a Graydon Creed con Adolf Hitler) lo vio como su deber de librar al mundo del hombre. Magneto envió a su asesino Sabretooth para matarlo. El cuerpo masacrado de Graydon Creed fue encontrado por agentes del gobierno, y Trask ordenó que su muerte dictaminara un accidente para evitar el pánico.

### Mutante X
En esta realidad, Graydon Greed sigue siendo el hijo de Mystique y Sabretooth y el fundador de los Amigos de la Humanidad. Se convirtió en presidente de los Estados Unidos después de que Mister Fantástico desapareció. Graydon también restableció S.H.I.E.L.D. y promovió a Nick Fury a General.

## En otros medios

### Televisión
Graydon Creed apareció en la serie animada de X-Men con la voz de John Stocker. Al igual que en los cómics, Creed odia a los mutantes porque le da vergüenza ser él mismo parte mutante y porque sus padres, Mystique y Sabretooth, fueron abusivos con él. Muchos años después, Graydon fundó Amigos de la Humanidad, un grupo de odio antimutante que buscaba difamar a los mutantes. Después del perdón de Bestia por parte del Presidente, el resentimiento de Graydon creció aún más y los Amigos de la Humanidad comenzaron a atacar a los X-Men.
En el episodio, "Time Fugitives", contrata a un científico para crear un virus que eliminaría a la raza mutante, pero que sería relativamente inofensivo para los humanos comunes. Mientras pronuncia un discurso sobre los efectos de la peste, Graydon intenta infectar a Bestia con el virus, pero es detenido por Bishop. Durante la lucha, Graydon se infecta accidentalmente y se retira al laboratorio para recibir ayuda médica. Los X-Men lo siguen, atacan la base y el científico se revela como Apocalipsis. Los X-Men lo ayudan a librarse de la batalla. Los X-Men destruyen el virus y Graydon regresa a la sede de Amigos de la Humanidad.
En "Beauty and the Beast", Bestia comienza a salir con una antigua paciente, llamada Carly. La FOH protesta afuera de la clínica y luego secuestra a Carly. Bestia comienza a buscarla y Wolverine se infiltra en los Amigos de la Humanidad, pretendiendo ser víctima de un asalto de mutantes malvados. Graydon con gusto lo acepta en el redil. A medida que se conocen, Wolverine comienza a sospechar que Graydon Creed es el hijo de Sabretooth. Una Bestia enfurecida ataca la sede de FOH y los X-Men usan un proyector holográfico para mostrar información sobre Sabretooth frente a los Amigos de la Humanidad, incluido su nombre real (dado en este episodio como Graydon Creed Senior). Arruinado, Graydon sufre una crisis nerviosa cuando sus seguidores lo abandonan.
Creed pasa meses en un hospital psiquiátrico. Una vez que se recupera, Graydon intenta regresar a los pliegues de la organización Amigos de la Humanidad en el episodio "Bloodlines"; Sin embargo, el consejo que ahora gobierna sobre Amigos de la Humanidad, después de haber sido informado de que tenía un padre mutante, ha estado investigando más en su pasado y descubrió que su árbol genealógico "da mucho fruto mutante / podrido"; declaran que, para dirigir a los Amigos de la Humanidad una vez más, tiene que probarse matando a Mystique (su madre biológica) y a Nightcrawler (su medio hermano menor): Creed luego secuestra a Mystique y le envía una carta a Nightcrawler, diciéndole que debe ir a la base de Amigos de la Humanidad o ellos matará a su madre. Nightcrawler busca la ayuda de Rogue y Wolverine; localizan la base y caminan directamente hacia una trampa. Graydon los captura e intenta matarlos a todos, pero los mutantes se liberan y destruyen la base. Creed es recuperado por los Amigos de la Humanidad y entregado cruelmente en paracaídas a la cabaña de Sabretooth en el bosque, quien presuntamente lo tortura.